# Rypin
Rypin (1942–45 Rippin) ist eine Stadt in der Woiwodschaft Kujawien-Pommern in Polen und liegt an der Rypienica etwa 50 km östlich von Thorn. Rypin ist Sitz des Powiat Rypiński und hat ca. 16.250 Einwohner.

## Geschichte
Rypin ist eine der ältesten Städte Polens und wurde im Jahr 1065 zum ersten Male erwähnt. Im 12. Jahrhundert war es Sitz einer Kastellanei. Die Verleihung des Stadtrechtes erfolgte 1345. Um 1409 und 1431 wurde die Stadt durch den Deutschen Orden zerstört. 1793 kam Rypin durch die Zweite Teilung Polens an Preußen. Während der napoleonischen Zeit wurde es 1807 dem Herzogtum Warschau angegliedert. Durch den Wiener Kongress 1815 war es Teil Kongresspolens und kam damit zum Russischen Reich. Nach dem Ersten Weltkrieg wurde es wieder polnisch. Im Generalgouvernement war Rypin als Rippin Teil des Reichsgaues Danzig-Westpreußen. Der Landkreis Rypin wurde 1975 aufgelöst, nach der Verwaltungsreform in Polen 1999 wieder eingerichtet.

## Bauwerke
- Katholische Dreifaltigkeitskirche, erbaut wohl von 1340 bis 1350 im gotischen Stil
- Katholische Kirche des Heiligen Herzens Jesu Christi in Rypin, von 1984 bis 1990 erbaut
- Evangelisch-Augsburgische Kirche, 1888 im neugotischen Stil errichtet

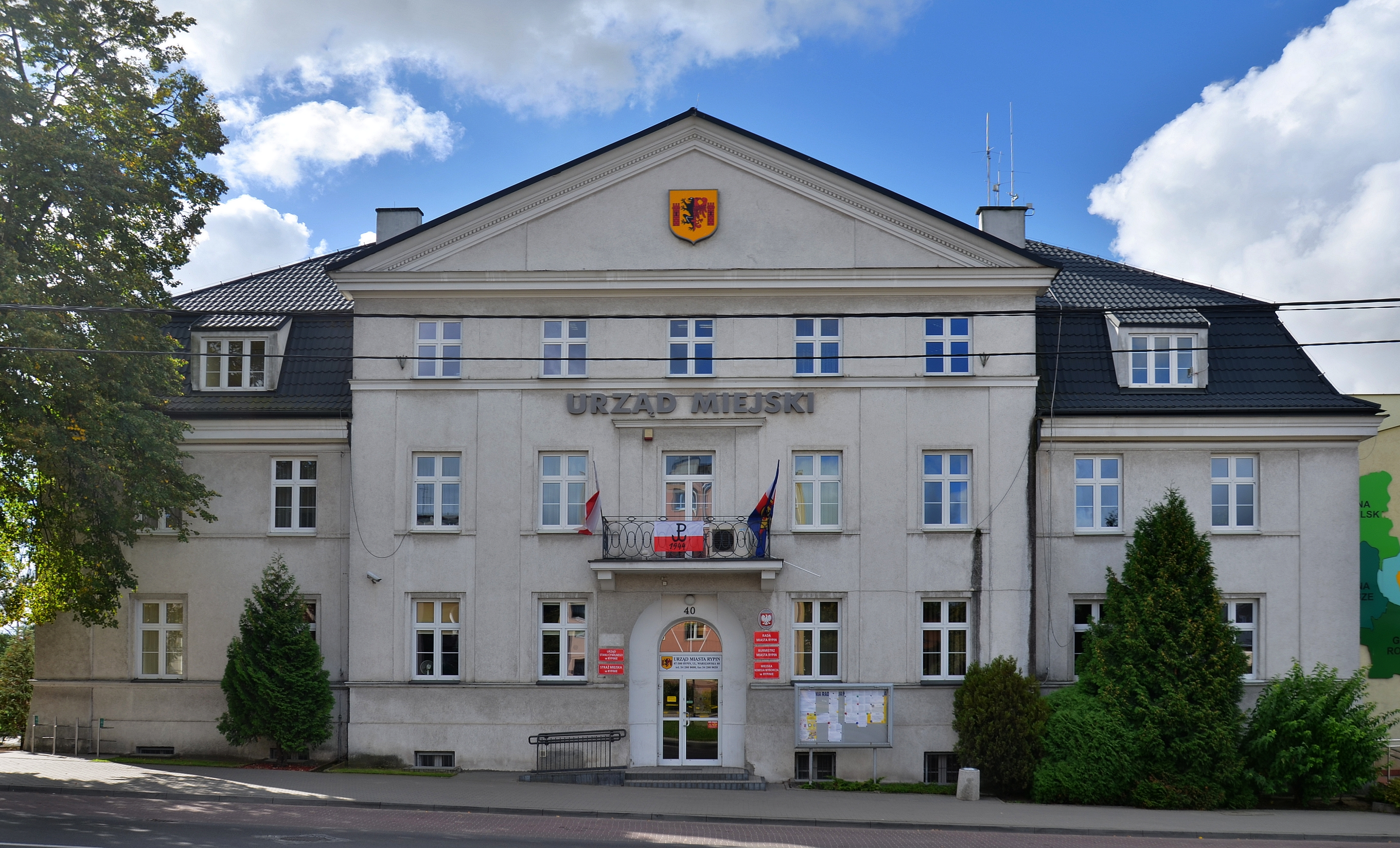
Rathaus
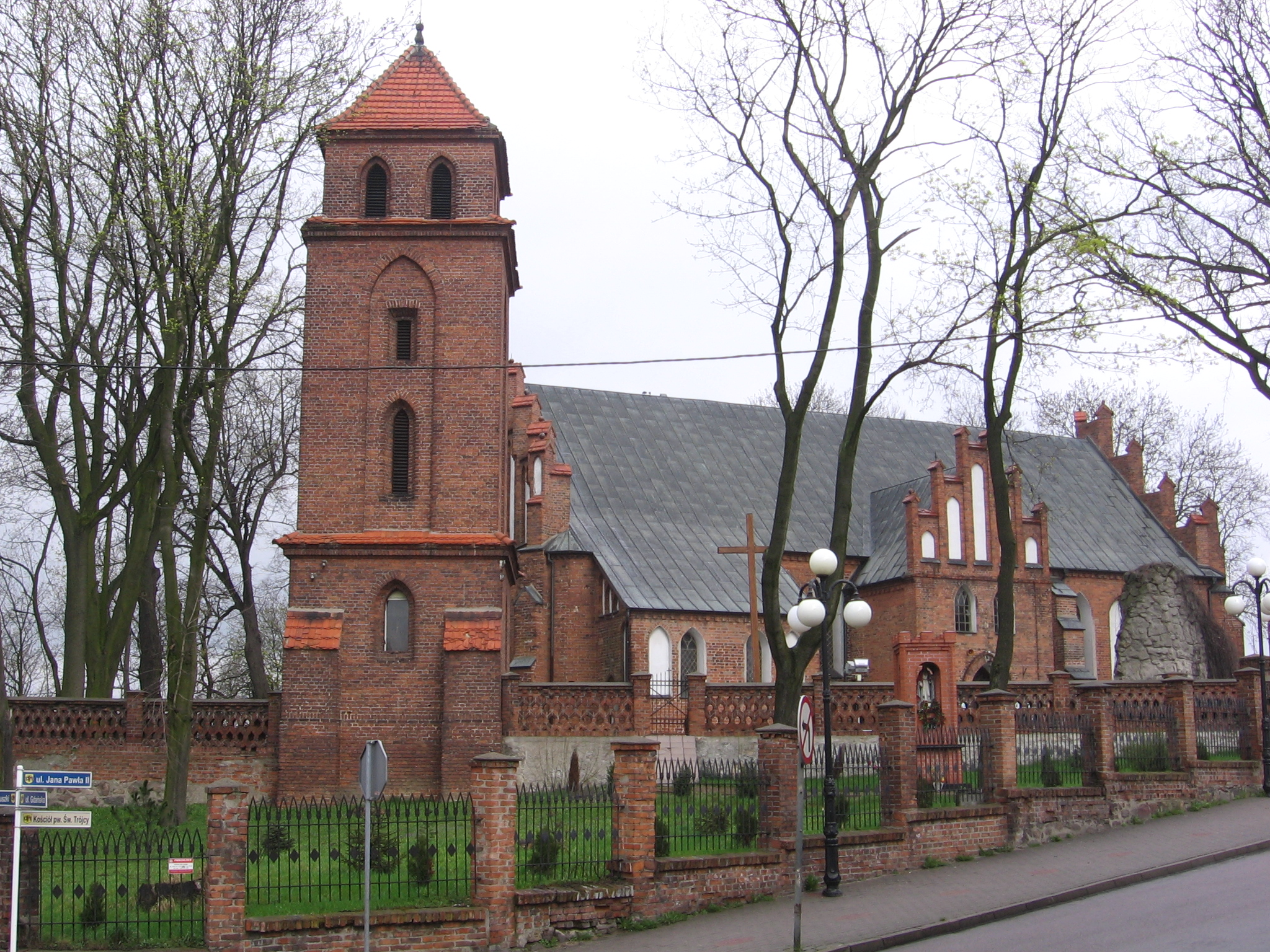
Dreifaltigkeitskirche
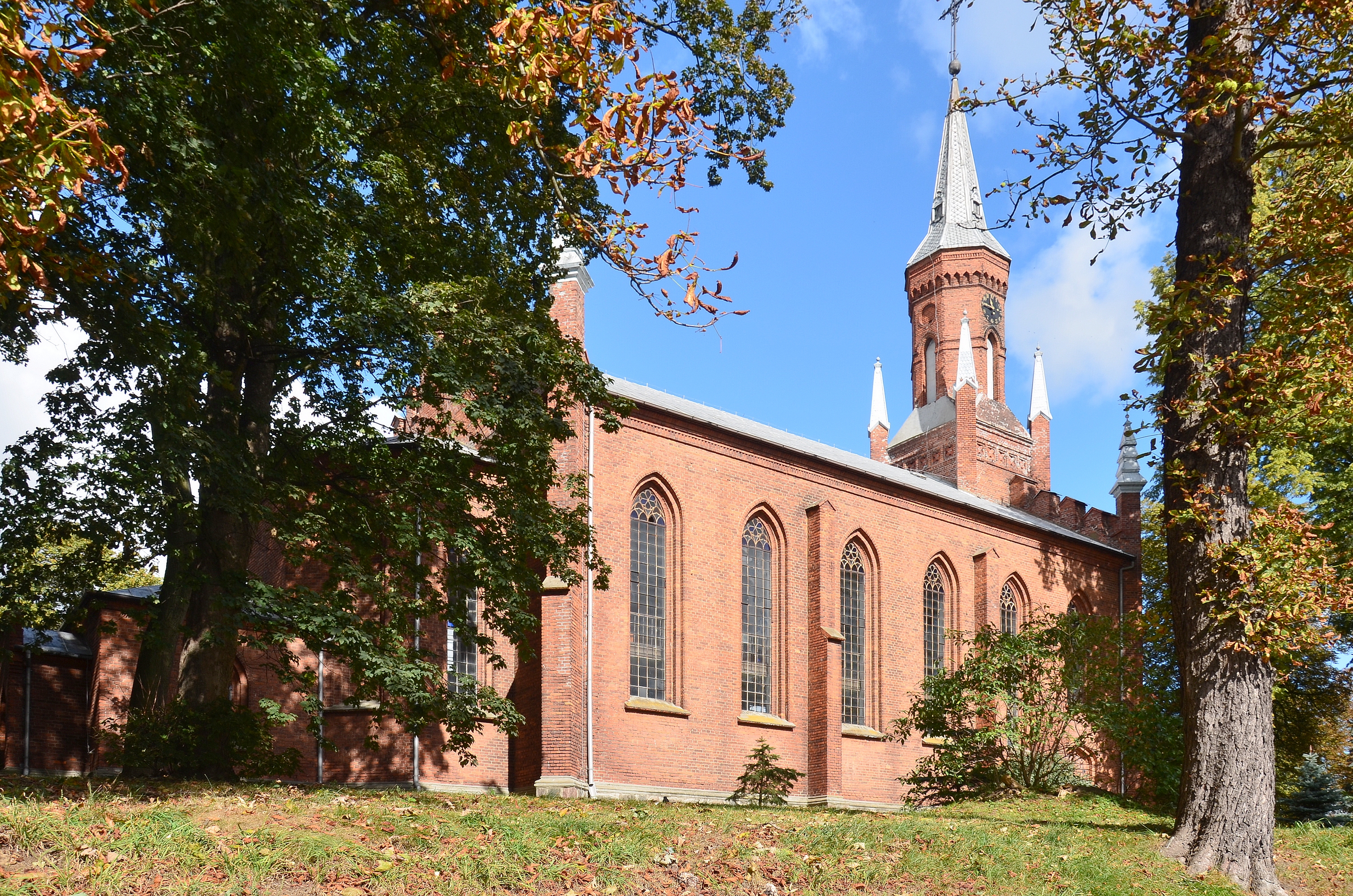
Evangelische Kirche
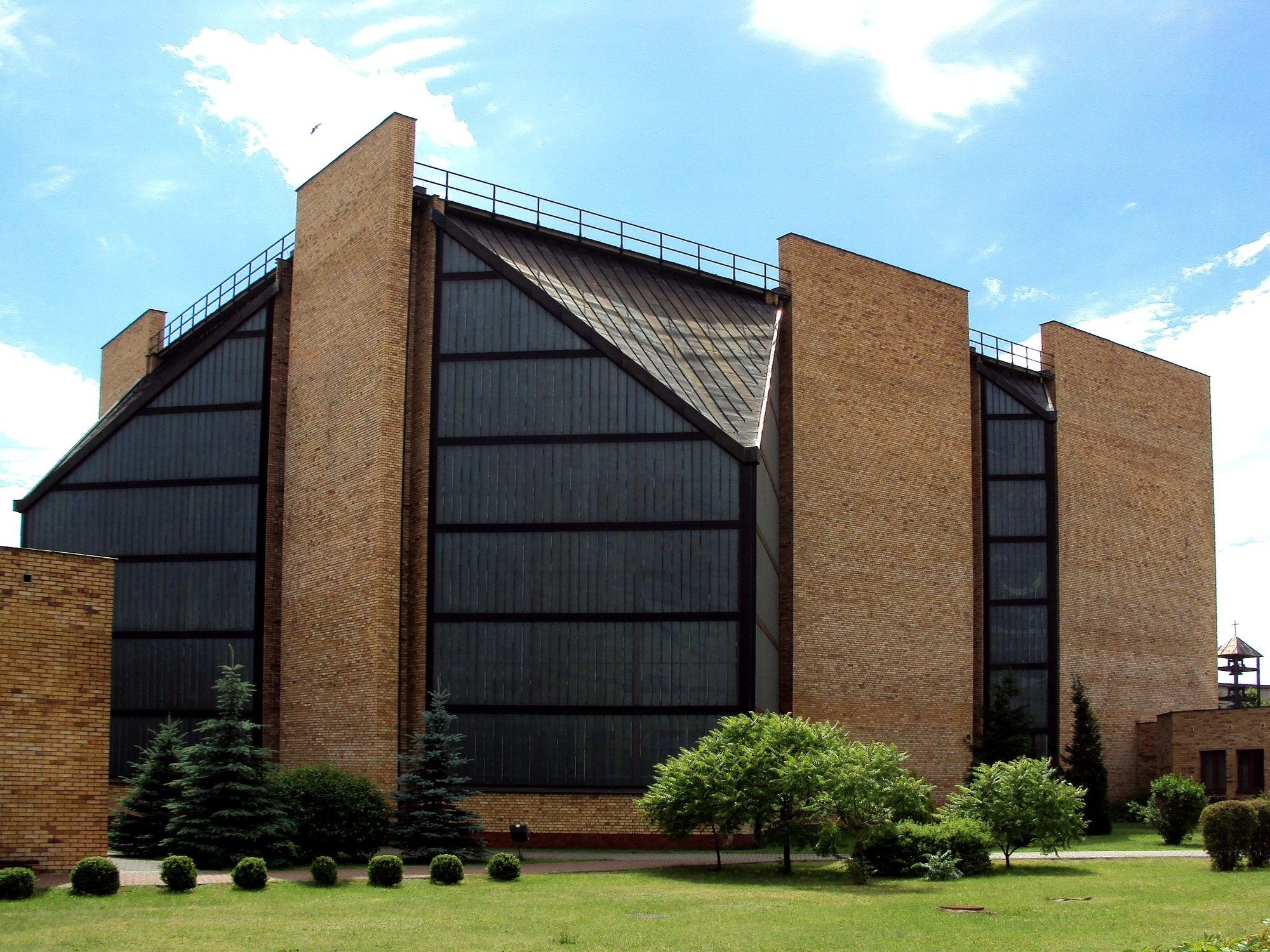
Kirche des Allerheiligsten Herzens Jesu Christi
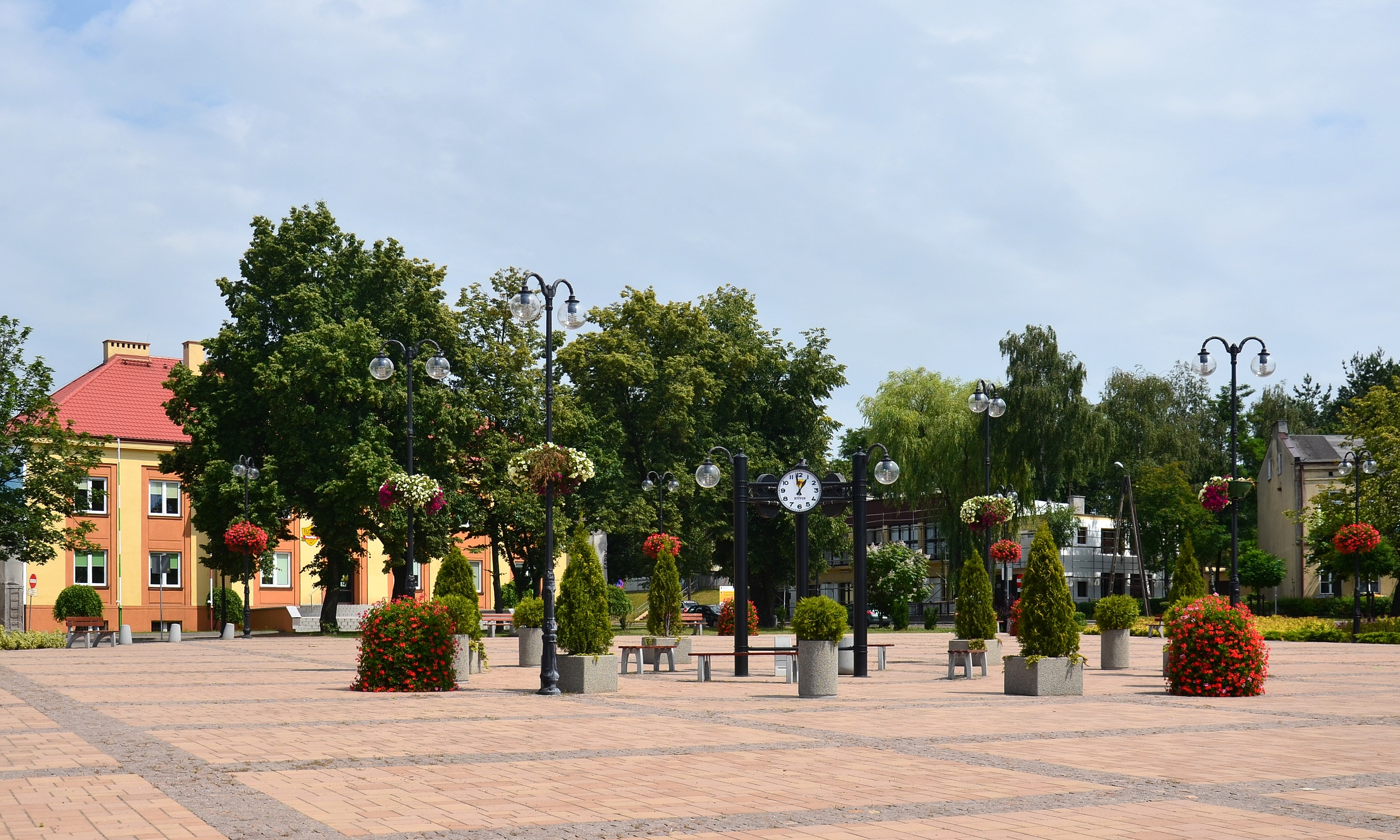
Neuer Markt (Nowy Rynek)
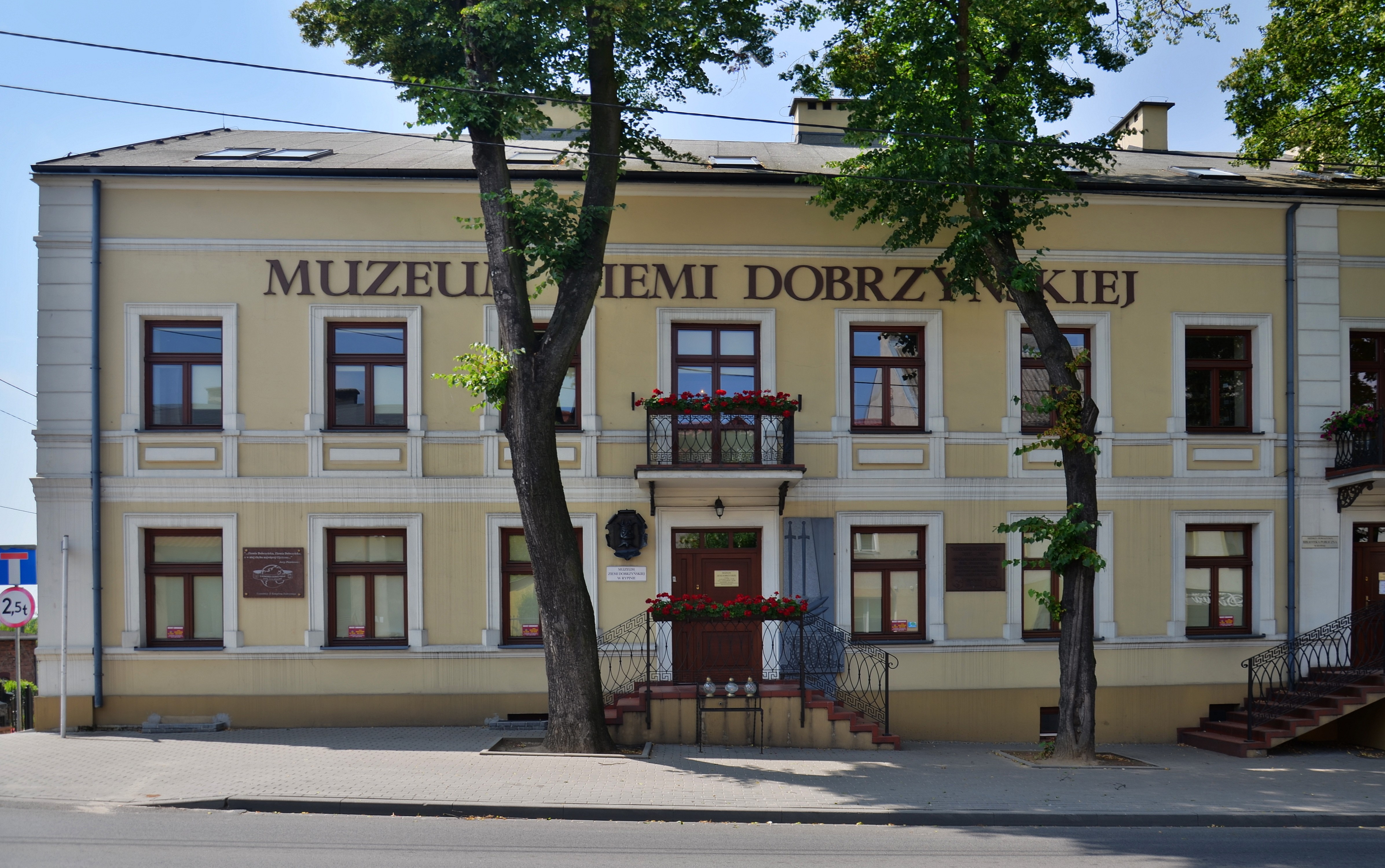
Museum des Dobrzyń-Landes
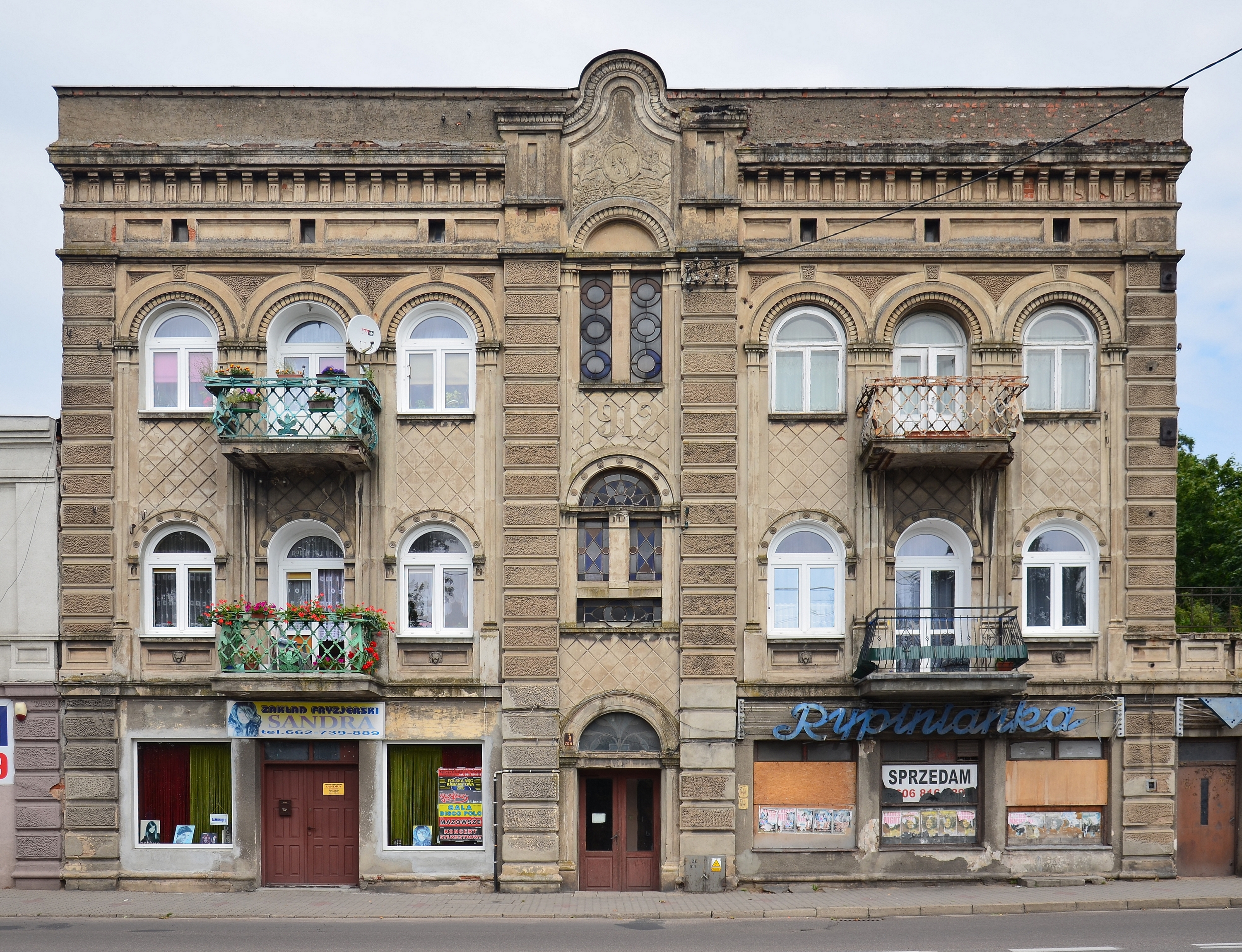
Jugendstilgebäude in der Kościuszki 2
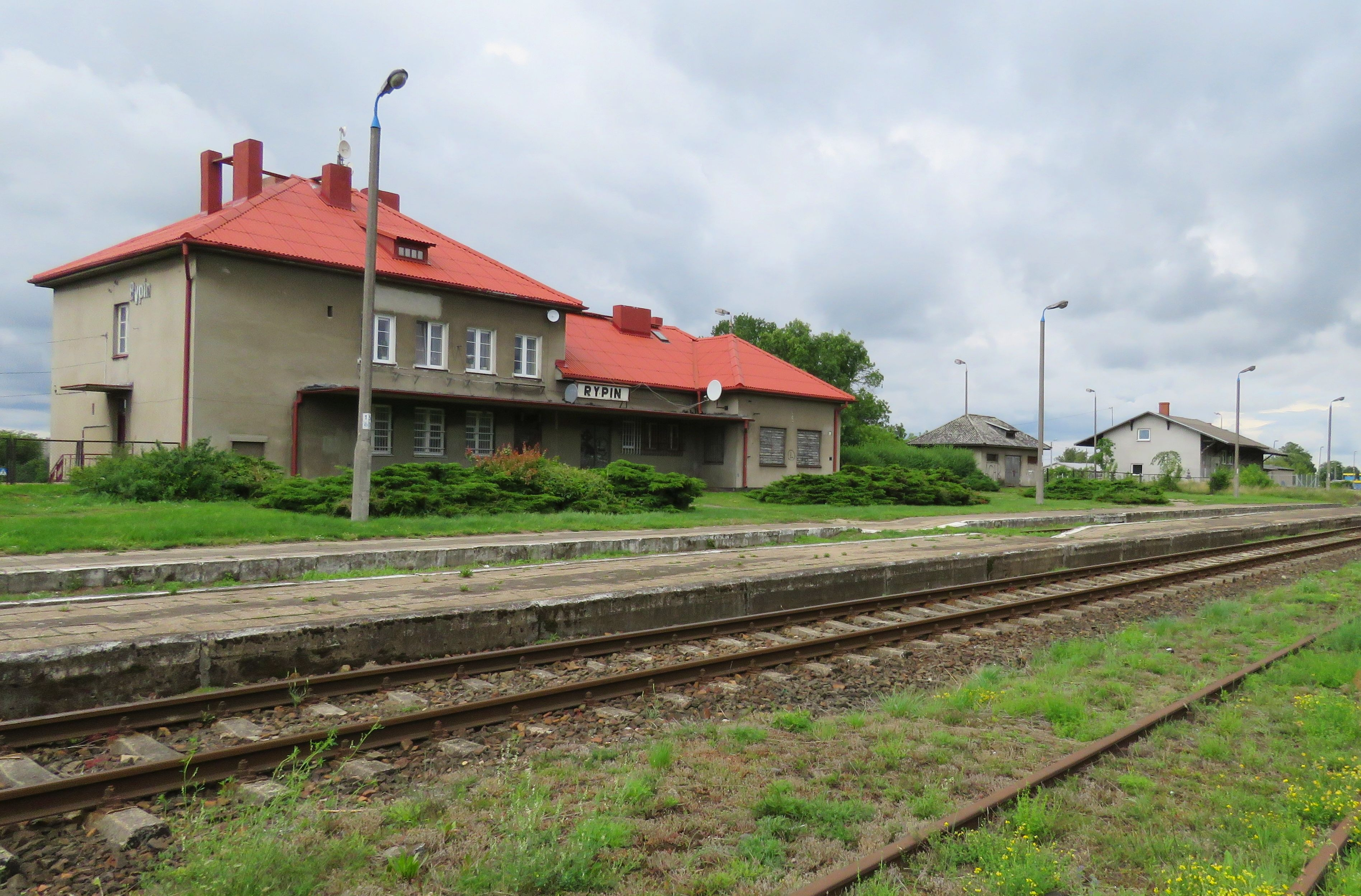
Bahnhof Rypin

## Landgemeinde Rypin
Die Landgemeinde Rypin, zu der die Stadt selbst nicht gehört, hat eine Fläche von 132 km², auf der 7533 Menschen leben (Stand: 31. Dezember 2020).

## Verkehr
Der (Stand Dezember 2021) nur von einem Fernverkehrszugpaar am Tag bediente Bahnhof Rypin liegt an der Bahnstrecke Kutno–Brodnica.

## Söhne und Töchter der Stadt
- Chaja Goldstein (1908–1999), Tänzerin und Entertainerin
- Jacob Talmon (1916–1980), israelischer Historiker
- Dietrich Krusche (* 1935), deutscher Schriftsteller
- Andrzej Fałkowski (* 1959), polnischer Generalleutnant